# Mailly-Champagne
Mailly-Champagne är en kommun i departementet Marne i regionen Grand Est (tidigare regionen Champagne-Ardenne) i nordöstra Frankrike. Kommunen ligger i kantonen Verzy som tillhör arrondissementet Reims. År 2022 hade Mailly-Champagne 622 invånare.

## Befolkningsutveckling
Antalet invånare i kommunen Mailly-Champagne
| Referens: INSEE |